# 레어트리스 조이

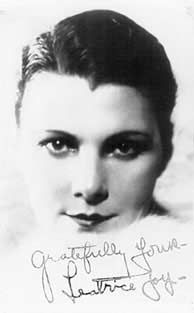

레어트리스 조이(Leatrice Joy, 1893년 11월 7일 ~ 1985년 5월 13일)는 미국의 배우, 연극 배우, 텔레비전 배우, 영화배우이다.
뉴올리언스에서 태어났다.

## 영화
- 러브 네스트 (1951년)
- 스튜디오 원 (1948년)
- 퍼스트 러브 (1939년)
- 쇼 피플 (1928년)
- 십계 (1923년)
- 레이디스 머스트 라이브 (1921년)
- 더 프라이드 오브 더 클랜 (1917년)
- 어 걸스 폴리 (1917년)